# Glory Colors ~Kaze No Tobira~
Singles de ZONE
Taiyō No Kiss
(2004) Egao Biyori
(2005)
Glory Colors ~Kaze No Tobira~ est le 14e single major du groupe ZONE sous le label Sony Music Records et le 15e en tout, sorti le 4 août 2004 au Japon. Il arrive 7e à l'Oricon et reste classé 7 semaines pour un total de 46 000 exemplaires vendus dans cette période.
Glory Colors ~Kaze No Tobira~ a été utilisé comme campagne publicitaire pour Koukou Yakyuu sur ABC TV, tandis que Once Again a été utilisé comme campagne publicitaire pour Aokiizu Piza. Glory Colors ~Kaze No Tobira~ se trouve sur la compilation E ~Complete A side Singles~ et sur l'album en hommage au groupe ZONE Tribute ~Kimi ga Kureta Mono~, tandis que Once Again se trouve sur la compilation Ura E ~Complete B side Melodies~.

## Liste des titres
| 1. | Glory Colors ~Kaze No Tobira~ (glory colors ～風のトビラ～)                 | Natsumi Watanabe (渡辺なつみ) Miki Watabe (渡辺未来) | Miki Watabe (渡辺未来)      | 4:23 |
| 2. | Once Again                                                                  | Machida Norihiko (町田紀彦)                          | Machida Norihiko (町田紀彦) | 4:05 |
| 3. | Glory Colors ~Kaze No Tobira~ (backing track) (glory colors ～風のトビラ～) | Natsumi Watanabe (渡辺なつみ) Miki Watabe (渡辺未来) | Miki Watabe (渡辺未来)      | 4:23 |
| 4. | Once Again (backing track)                                                  | Machida Norihiko (町田紀彦)                          | Machida Norihiko (町田紀彦) | 4:03 |